# Bužim (kommun)
Bužim är en kommun i Bosnien och Hercegovina.   Den ligger i entiteten Federationen Bosnien och Hercegovina, i den nordvästra delen av landet, 220 km nordväst om huvudstaden Sarajevo.